# 鷲別機関区

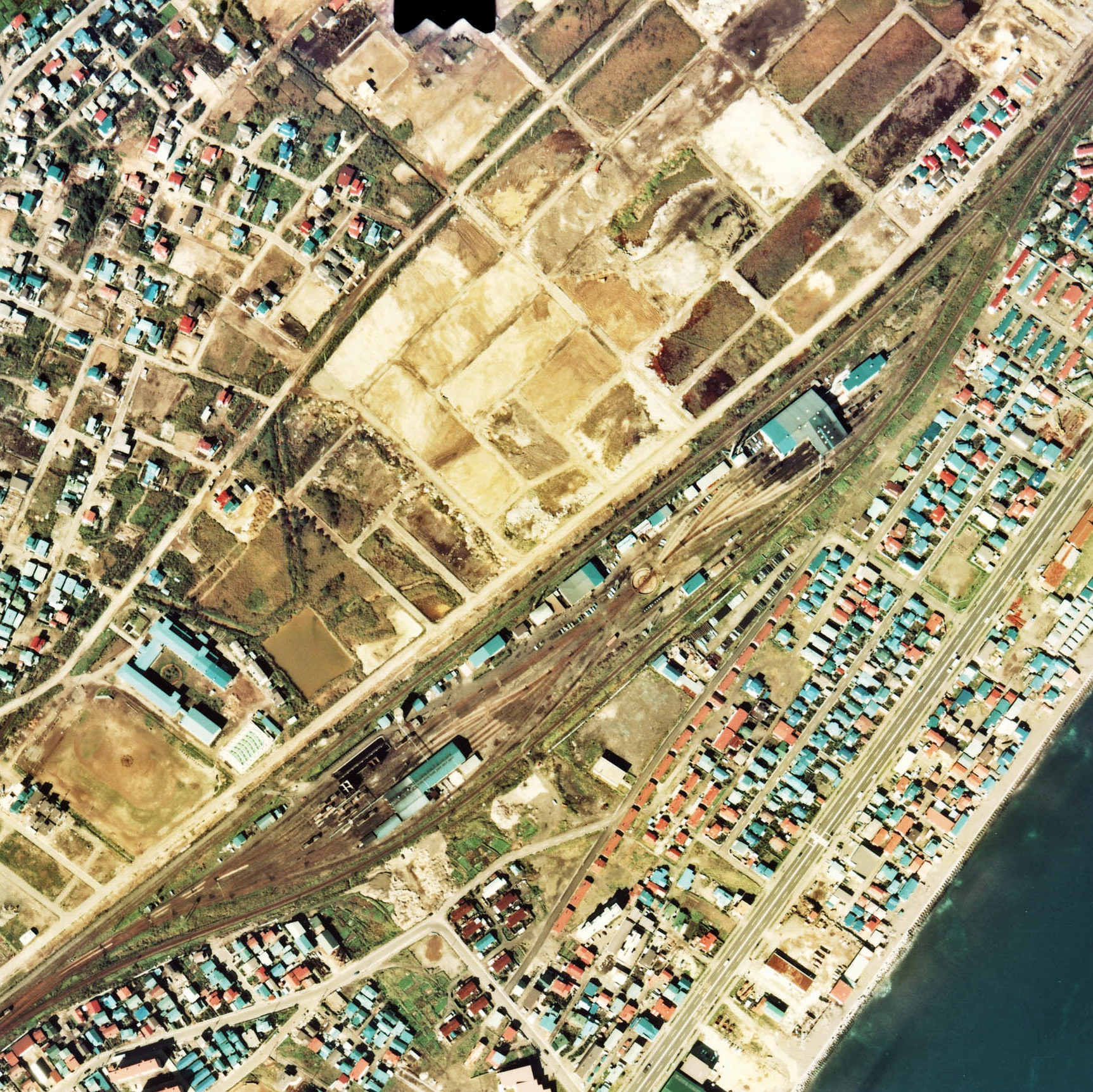
1976年の鷲別機関区と周囲約750m範囲。左下が鷲別駅および室蘭方面。中央に転車台があった。

鷲別機関区（わしべつきかんく）は、かつて北海道登別市にあった日本貨物鉄道北海道支社の車両基地（機関区）。
北海道内で運転される貨物列車を牽引するディーゼル機関車のすべてが所属していた。近年は新型機関車への置き換えが進んでいた。また、貨車の全般検査等を担当する輪西車両所（室蘭市）が当区に統合され、鷲別機関区輪西派出となっていた。当機関区の廃止後は、苗穂車両所輪西派出となった。

## 歴史
- 1944年（昭和19年）10月18日 - 室蘭機関区鷲別駐泊所開設。
- 1947年（昭和22年）11月1日 - 鷲別機関区として独立。
- 1975年（昭和50年）1月 - 入換蒸気機関車の仕業廃止となり無煙化完了。
- 1987年（昭和62年）4月1日 - 国鉄分割民営化に伴い、JR貨物に継承。
- 1992年（平成4年） - DF200形ディーゼル機関車導入。
- 1999年（平成11年）4月1日 - 車両基地集約により五稜郭機関区のディーゼル機関車全機が当区に転入。
- 2014年（平成26年）8月30日 - 機能を五稜郭機関区に移管し、廃止[2]。

## 所属車両に表示される略号
- 「鷲」 - 鷲別を意味する「鷲」から構成される。

## 所属車両

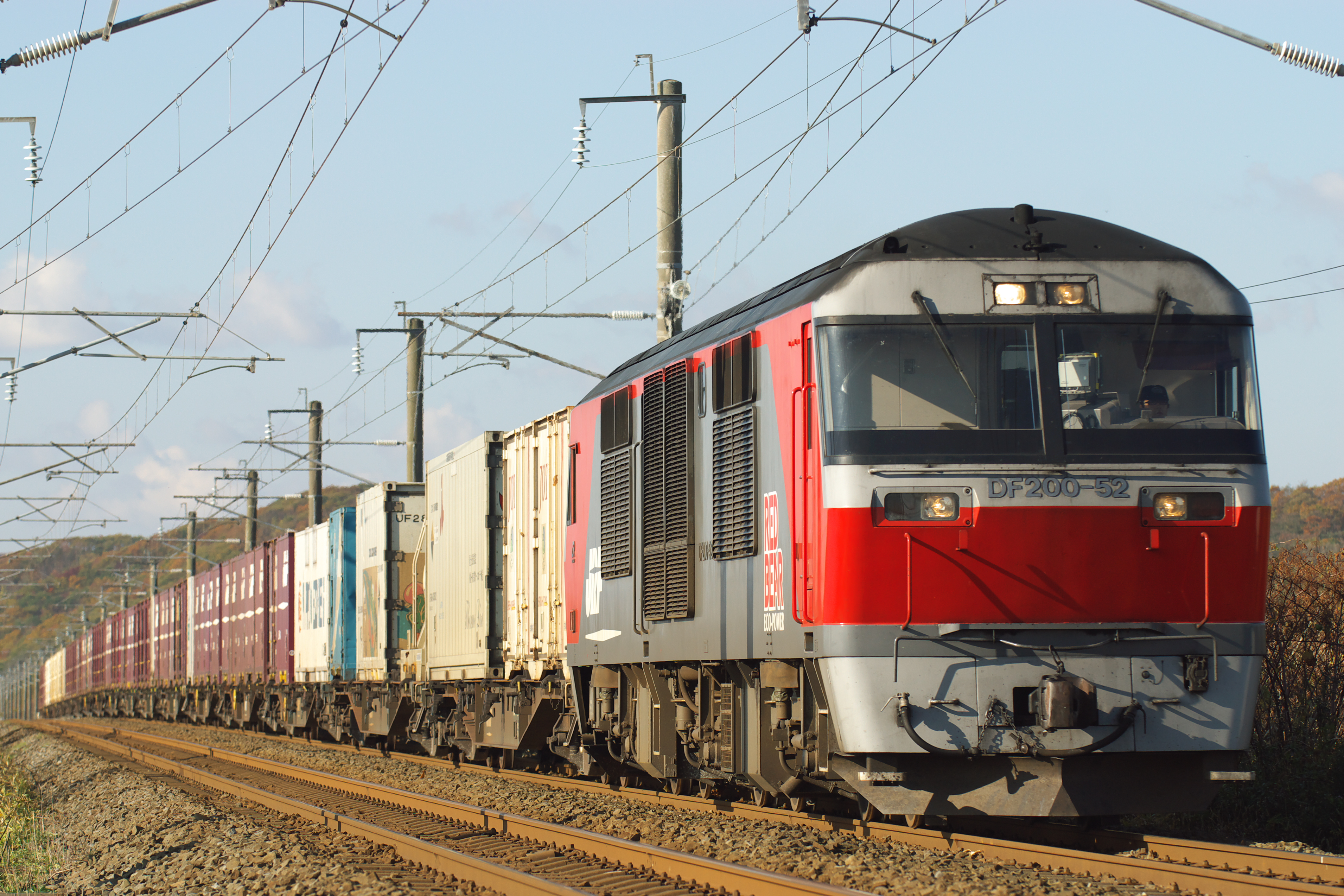
DF200形

以下は、2011年（平成23年）時点の所属車両である。運用区間は、2008年（平成20年）3月15日改正時点のものである。
DF200形ディーゼル機関車
900番台1両、0番台12両、50番台13両、100番台22両、計48両が所属していた。
定期列車での運用区間は以下のとおり。
- 函館本線：五稜郭 - 長万部間、苗穂 - 札幌貨物ターミナル - 旭川間
- 室蘭本線：長万部 - 苫小牧 - 岩見沢間
- 千歳線：沼ノ端 - 札幌貨物ターミナル間
- 石勝線：南千歳 - 上落合信号場間
- 根室本線：上落合信号場 - 釧路貨物間
- 宗谷本線：旭川 - 北旭川間

DE10形ディーゼル機関車
1500番台5両が所属している。そのうち4両は駅構内の入換作業専用である。
本輪西 - 東室蘭間の列車牽引や、東室蘭駅・札幌貨物ターミナル駅での入換作業で使用される。
- DF200形

## 過去の所属車両
8700形
9600形
D50形
D51形
C58形
DD51形ディーゼル機関車
500番台24両が所属していた。定期列車での運用区間は以下のとおり。
- 函館本線：五稜郭 - 長万部間、苗穂 - 札幌貨物ターミナル - 旭川間
- 室蘭本線：長万部 - 苫小牧 - 岩見沢間
- 千歳線：沼ノ端 - 札幌貨物ターミナル間
- 石勝線：南千歳 - 上落合信号場間
- 根室本線：上落合信号場 - 帯広貨物間
- 宗谷本線：旭川 - 北旭川間

上記の他、五稜郭駅・苫小牧駅・北旭川駅・帯広駅での入換作業でも使用される。また北海道旅客鉄道（JR北海道）のDD51形に故障が発生時は救援機として当機関区の所属機が旅客用に充当されることや、五稜郭（函館運輸所） - 苗穂工場間の789系電車・ED79形電気機関車における検査入出場時の回送業務に当機関区の所属機が充当されることがあった。